# Vanhoeffenura torbeni
Vanhoeffenura torbeni is een pissebed uit de familie Munnopsidae. De wetenschappelijke naam van de soort is voor het eerst geldig gepubliceerd in 1987 door George.